# Trận Dennewitz
Lỗi Lua trong package.lua tại dòng 80: module 'Mô đun:Location map/data/Germany Berlin' not found.
Trận Dennewitz là một trận đánh trong cuộc Chiến tranh Liên minh thứ sáu, diễn ra vào ngày 6 tháng 9 năm 1813, giữa quân Liên minh thứ sáu (mà chủ yếu là quân Phổ) dưới sự chỉ huy của Thái tử Thụy Điển là Karl Johann và tướng Friedrich Wilhelm Freiherr von Bülow của Phổ với Quân đội Đế chế Pháp (có cả quân đồng minh Sachsen và Württemberg) dưới quyền Thống chế Michel Ney. Trận đánh kết thúc với chiến thắng của quân đội Liên minh, gây hỗn loạn cho đội quân của Ney và trở thành một bước ngoặt quan trọng cho cuộc chiến tranh. Trận Dennewitz cũng là trận chiến cuối cùng của chiến dịch kéo dài trong tháng 9 năm 1813. Bülow đã đóng vai trò chủ chốt trong chiến thắng này qua thái độ chăm chút của ông trong việc tiến hành đặt bẫy quân Pháp cũng như sự bày binh bố trận một cách cẩn trọng và ông được phong làm Bá tước Dennewitz.
Tại Dennewitz, đoàn quân của Ney đã rơi vào cái bẫy của Karl Johann, hay đúng hơn là của Bülow. Một Quân đoàn Pháp bắt đầu tiến công vào buổi sáng và kéo đến Dennewitz, và nhận thấy đạo quân Phổ của tướng Bogislav Friedrich Emanuel von Tauentzien đang trấn giữ bãi đất về hướng Bắc Dennewitz. Quân Pháp tấn công và giành thắng lợi lớn, nhưng Tauentzien và quân sĩ của ông đã cầm cự ngoan cường cho đến khi Quân đoàn của Bülow đến ứng chiến và buộc quân Pháp phải rút lui về hướng Đông Nam 2 dặm Anh, dù cuộc tiến công của Bülow bị quân Pháp đánh bật. Đến chiều hôm đó, quân Pháp được tăng viện và bản thân Ney cũng đến trận địa. Thêm nữa, Quân đoàn của Thống chế Nicolas Oudinot vẫn còn không xa. Tuy nhiên, Ney đã bỏ lỡ cơ hội qua việc ông ra lệnh cho Quân đoàn này phải chuyển sang cánh phải trong khi cánh trái của quân Pháp cần được phòng vệ, và Oudinot đã tuân lệnh dù ông biết rằng điều đó là thảm họa. Bülow lại phát động tấn công và đánh lùi quân Sachsen, trong khi quân Pháp ở cánh khác cũng đánh bại quân Pháp. Người Phổ đã cầm chắc thắng lợi trong tay. Và rồi, Karl Johann đã tiếp cận bãi chiến trường cùng với các Sư đoàn Nga, Thụy Điển và Merklenburg của ông. Quân Liên minh tổ chức phản công và đánh tan tác đối phương. Quân đoàn của Oudinot nói riêng và quân Pháp nói chung phải cuống cuồng tháo chạy, trong khi quân đồng minh Đức của họ cũng bị tan nát trong trận chiến này. Tuy rằng quân Liên minh đã hứng chịu thiệt hại đáng kể, trận chiến này là một thất bại hoàn toàn của đoàn quân của Ney, đến mức họ hầu như không còn là một đội quân nữa. Thất bại này góp phần tung một đòn giáng mạnh mẽ vào Napoléon.
Với thất bại thê lương của quân Pháp trận đánh Dennewitz, bước tiến công của Ney đã chấm dứt đột ngột. Chiến thắng của Quân đội Phổ trong trận Dennewitz góp phần "phản hồi" thắng lợi của Hoàng đế Pháp là Napoléon Bonaparte trong trận Dresden, giảm bớt sự lệ thuộc của nước Phổ vào Nga trong cuộc chiến đồng thời củng cố yêu cầu bình đẳng của Phổ với Đế quốc Áo tại Đức, đồng thời cũng ảnh hưởng tới sự thay đổi của chiến lược của ca hai phe trong thời gian sau đó. Đại thắng này cũng khiến cho Tauentzien và Bülow rửa được mối hận chiến bại của hai ông trong trận Jena hồi năm 1806, và bảo an cho kinh đô Berlin. Lòng dũng cảm của quân Phổ, cũng như tài năng và sự năng động của những người chỉ huy của họ, được xem là nguyên nhân thắng lợi cho họ trong trận Dennewitz. Trong khi đó, nhằm giữ vững hình tượng lỗi lạc của Napoléon, có những nhà sử học Pháp quy kết thất bại cho sự chậm trễ của Oudinot, dù thái độ bất mãn của Oudinot cũng là do Napoléon trước đó đã giáng chức chỉ huy đạo quân của ông thành một thuộc tướng.